# Carl Erik Gustav von Freiesleben
Carl-Erik Gustav von Freiesleben (født 28. april 1930 på Frederiksberg, død 24. november 2019) var dansk officer og hofembedsmand.
Han var søn af oberst og kammerherre Ernst Theodor Christian Andreas von Freiesleben (1897-1993) og Nellie født Ruben (1903-1998). Freiesleben blev major ved Den Kongelige Livgarde. 1975 blev han adjudant for H.M. Dronning Margrethe, hvilket han var, indtil han i 1986 blev sekretariatschef hos H.K.H. Kronprinsen. I 1987 blev han kammerherre.

## Dekorationer
- Ridder af 1. grad af Dannebrogordenen (26. maj 1987)
- Hæderstegnet for god tjeneste ved Hæren
- Abdul Aziz' Orden
- Adolph af Nassaus civile og militære Fortjenstorden
- Den Civile Fortjenstorden (Spanien)
- Den Islandske Falkeorden
- Finlands Løves Orden
- Forbundsrepublikken Tysklands Fortjenstorden
- Leopold den II.s Orden
- Den Militære Fortjenstorden (Serbien og Montenegro)
- Oranje-Nassau Orden
- Victoriaordenen
- Æreslegionen
- Ærestegn for Fortjenester (Østrig)